# Cirque d'Arles
Le Cirque romain d'Arles est le plus vaste édifice romain de la cité ; il est édifié en 149. Il est classé au titre des monuments historiques, depuis 1992.

## Description

Plan général de la ville d'Arles, avec le cirque au Sud-Ouest de l'ancienne ville.

Le cirque est situé au sud-ouest de la ville d’Arles à proximité du Rhône. Il est édifié au IIe siècle et plus précisément à partir de l’année 149. Sa construction est compliquée par la nature instable du terrain marécageux et nécessite environ 30 000 pieux en bois de 2,50 m à 3 m de long pour stabiliser la construction.

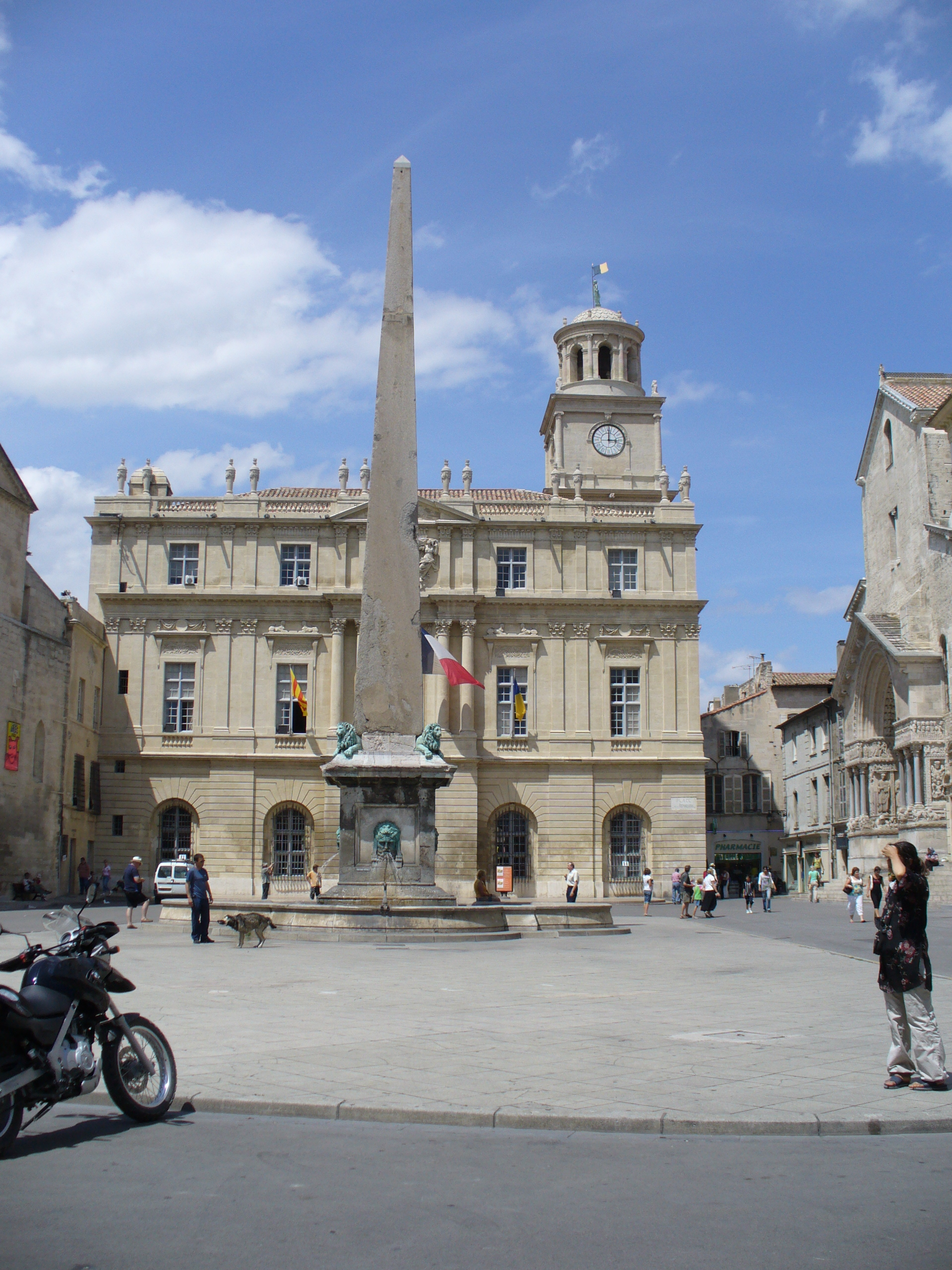
L'obélisque de la spina désormais sur la place de la République d’Arles

Le cirque d’Arles est utilisé  essentiellement pour les courses de chars ; s’y déroulent également des combats de cavalerie et des venationes, sorte de chasses à courre. C’est un monument imposant : il mesure 450 m de long et 101 m de large. Les gradins pouvaient accueillir jusqu’à 20 000 spectateurs. Il est organisé autour d’une vaste piste damée, appelée area, dotée d’une séparation centrale, la spina (l'épine). Celle-ci, décorée de sculptures, d’un obélisque et de bassins se termine à ses deux extrémités par des metae (bornes) que les concurrents s’efforcent de passer au plus près. La piste est séparée des spectateurs par le podium (mur élevé) qui les protège, et les gradins reposent sur une structure architecturale modulaire ressemblant à celle d’un amphithéâtre. Le départ était donné dans les carceres (remises), situés dans la partie convexe et dont les stalles de départ étaient munies de portes à ressort.
De l’édifice, il ne reste que peu de vestiges à la suite de l'abandon et des destructions de la fin du VIe siècle. Certains éléments ont servi de réemploi, notamment dans le renforcement des remparts et l'édification de constructions individuelles, et quelques-uns sont exposés au Musée départemental Arles antique. Aujourd’hui seuls demeurent visibles en contrebas du musée, des restes de la substruction de la cavea (gradins) et de l’extérieur de la sphendonè, extrémité arrondie du cirque. Son ornement le plus illustre, l’obélisque de la spina, est installé au XVIIe siècle sur la place Royale de la cité (l'actuelle place de la République) en l'honneur de Louis XIV. Il est toujours visible devant l’hôtel de ville.

## Histoire
Le cirque romain représente une importante extension urbaine de la cité. Il montre que les aménagements de l’époque flavienne, notamment la construction des arènes vers 80,  se sont poursuivis jusque sous l’empereur Antonin le Pieux, à l’apogée de l’Empire.
Le bâtiment subit de profonds remaniements au IVe siècle. Les fouilles ont montré que la spina avait été détruite en partie, puis rénovée avec un nouveau plaquage de marbre et un obélisque.
Au Ve siècle, probablement à la suite du transfert de la préfecture des Gaules de Trèves à Arles en 407, qui entraîne une forte croissance démographique de la cité, de petites habitations apparaissent autour du cirque.
Au début du VIe siècle, Saint Césaire, évêque d’Arles, l'évoque dans ses sermons, stigmatisant l’attrait des Arlésiens pour les spectacles païens ; le cirque est encore fréquenté en 536 quand les rois francs viennent s’établir en Provence, et les dernières représentations connues s'y déroulent peu avant l'an 550.
Avec l’apparition de l’insécurité et des épidémies de peste du milieu du VIe siècle, la population se replie dans le centre-ville. Le monument alors abandonné se dégrade rapidement, probablement à la suite conjuguée du besoin en pierres pour renforcer les murailles de la ville et de la terrible crue de 580 qui le recouvre d’alluvions.
Pendant plus d’un millénaire, le site est oublié. À la fin du Moyen Âge, l'obélisque de la spina est mentionné comme une curiosité sans que sa nature et son origine exactes en soient connues. Les vestiges du cirque ne seront exhumés qu’au XVIIe et au XIXe siècles, avant d’être plus profondément fouillés au siècle suivant.